# 城山公園 (稲城市)

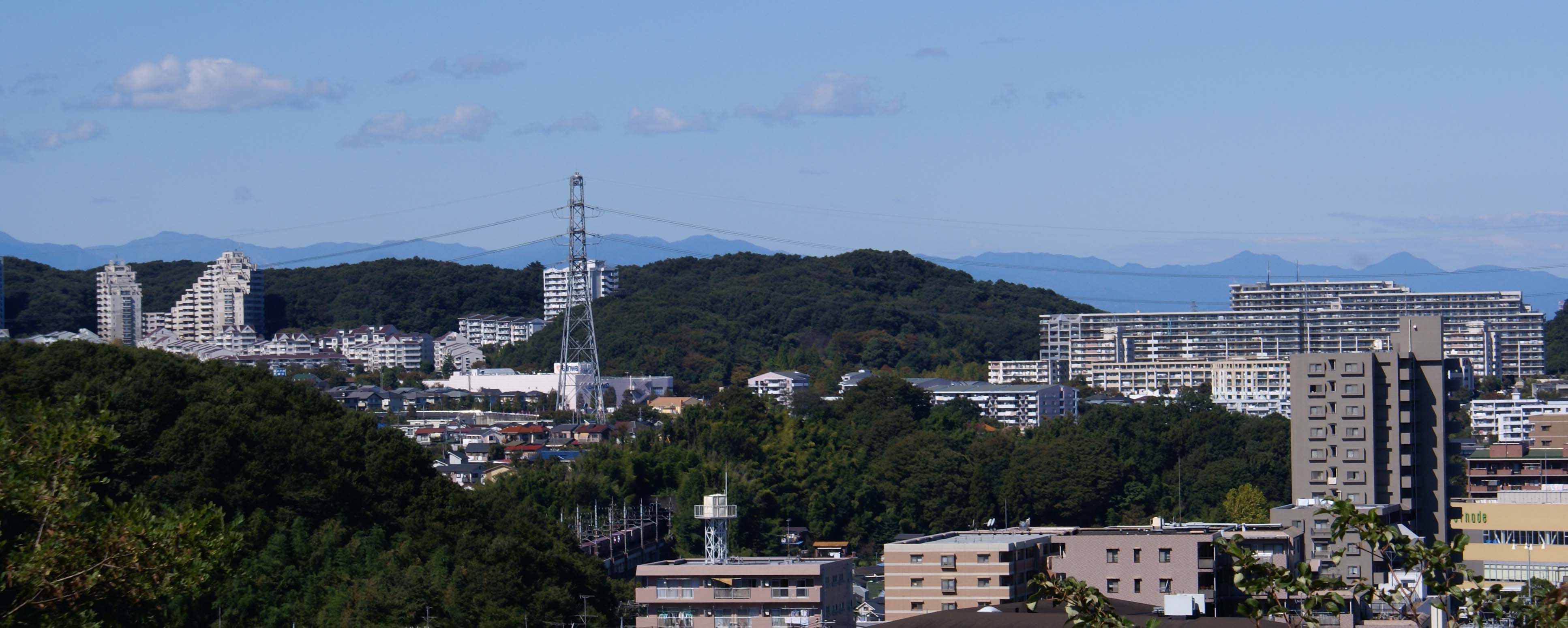
向陽台遠景（中央部の山林が城山公園）

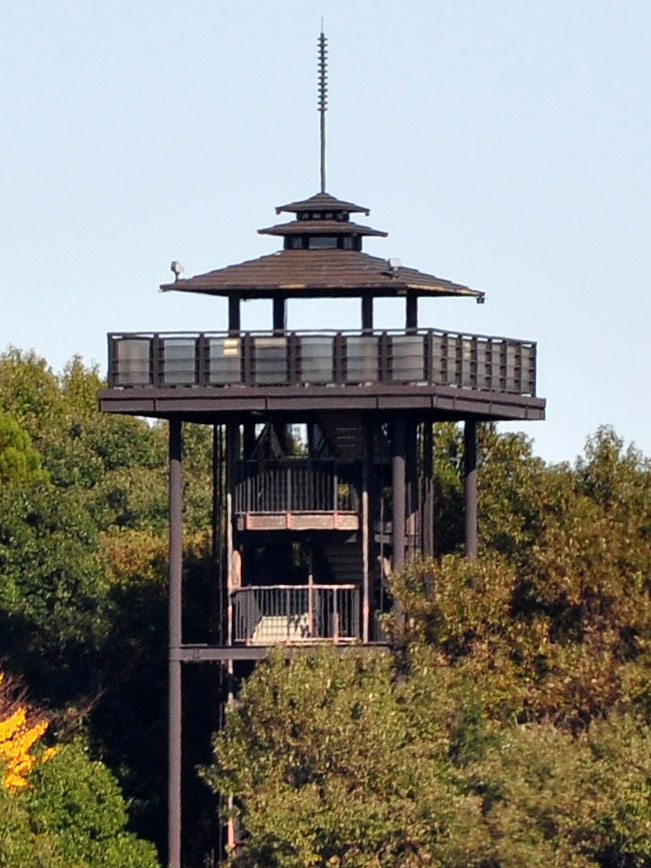
ファインタワー（展望台）

城山公園（しろやまこうえん）は、東京都稲城市向陽台にある公園。芝生広場や自然林の中の散策路がある。

## 概要
向陽台団地の中にあって、南北600m、東西200mの広がりを持つ公園である。南の端は向陽台公園通りに接し、バスケットゴールが設置された約50m四方のコンクリート舗装された広場がある。通りの向かいにあるスーパー三和稲城店とは陸橋でつながっている。
そこからやや北側に芝生広場がある。芝生公園の真下を武蔵野貨物線のトンネルが通っている。
北へ向かう自然林の中の散策路は下り坂になっており、北の端に至ると、白いコンクリート建築の稲城市立中央図書館と体験学習館があり、市民の文化活動が行われている。
公園内には、1988年に建てられたファインタワー（展望台）がある。高さ24mの鉄骨製で、頂上（標高127m）から、晴天の日には都心の建物や、遠く筑波山までを一望することができる。開放日時は、5月8日から10月30日までの日曜日・祝日の午後12時30分から午後4時30分。毎年12月1日から翌年1月初めまでイルミネーションが点灯される。
公園の西（米軍の多摩サービス補助施設との境界線あたり）には、三等三角点や「陸軍用地」と書かれた石の標識（多摩サービス補助施設は昔は大日本帝国陸軍の施設だったため）が存在する。

## 所在地
東京都稲城市向陽台4丁目6番地。

## アクセス
- バス停「城山公園」、「城山公園南」
- 常時開園、入園料無料。
- 計10台が停められる駐車場あり（無料、ただし夜間は閉鎖）。

## 画像

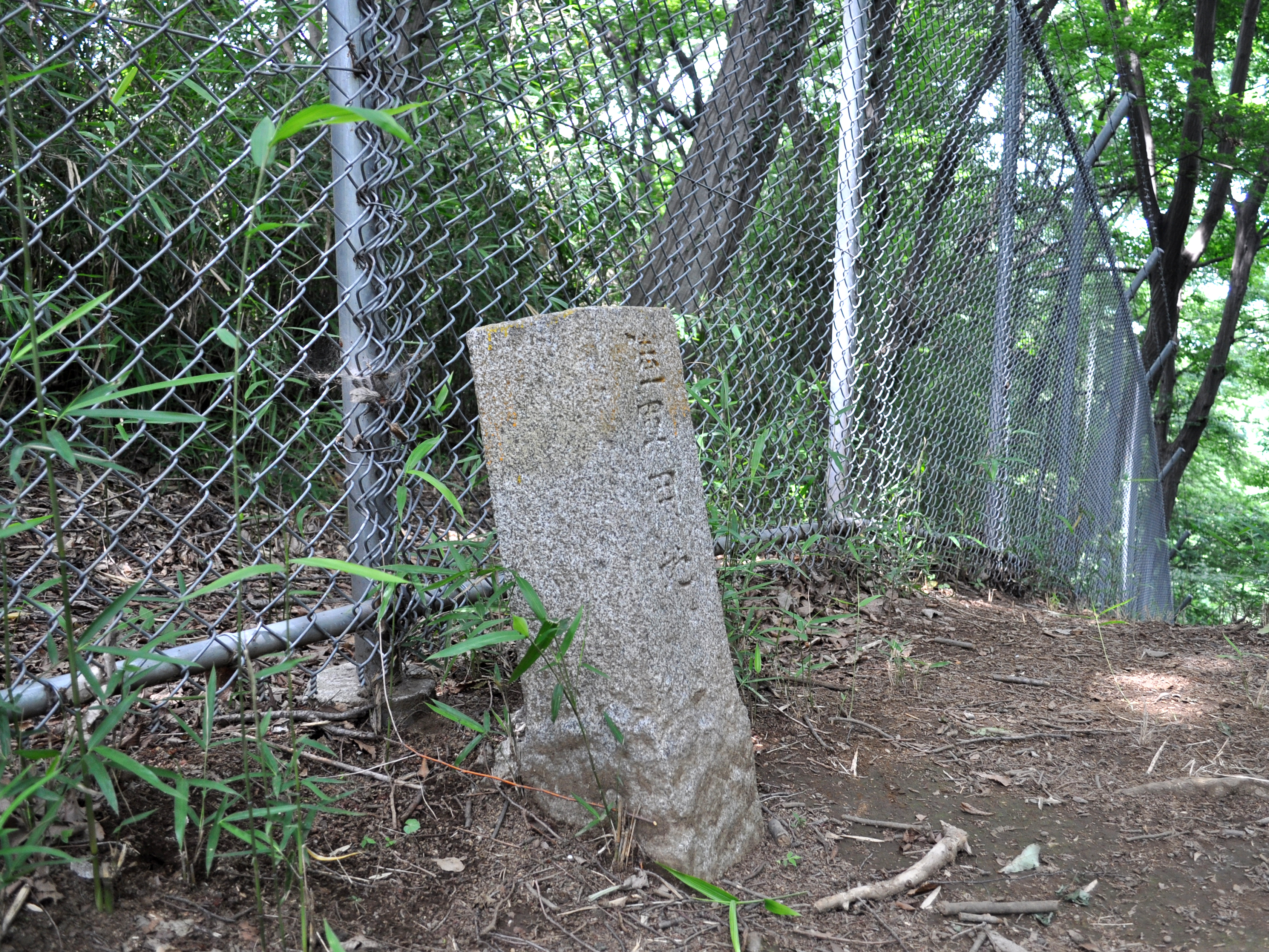
公園に残る「陸軍用地」と書かれた標識
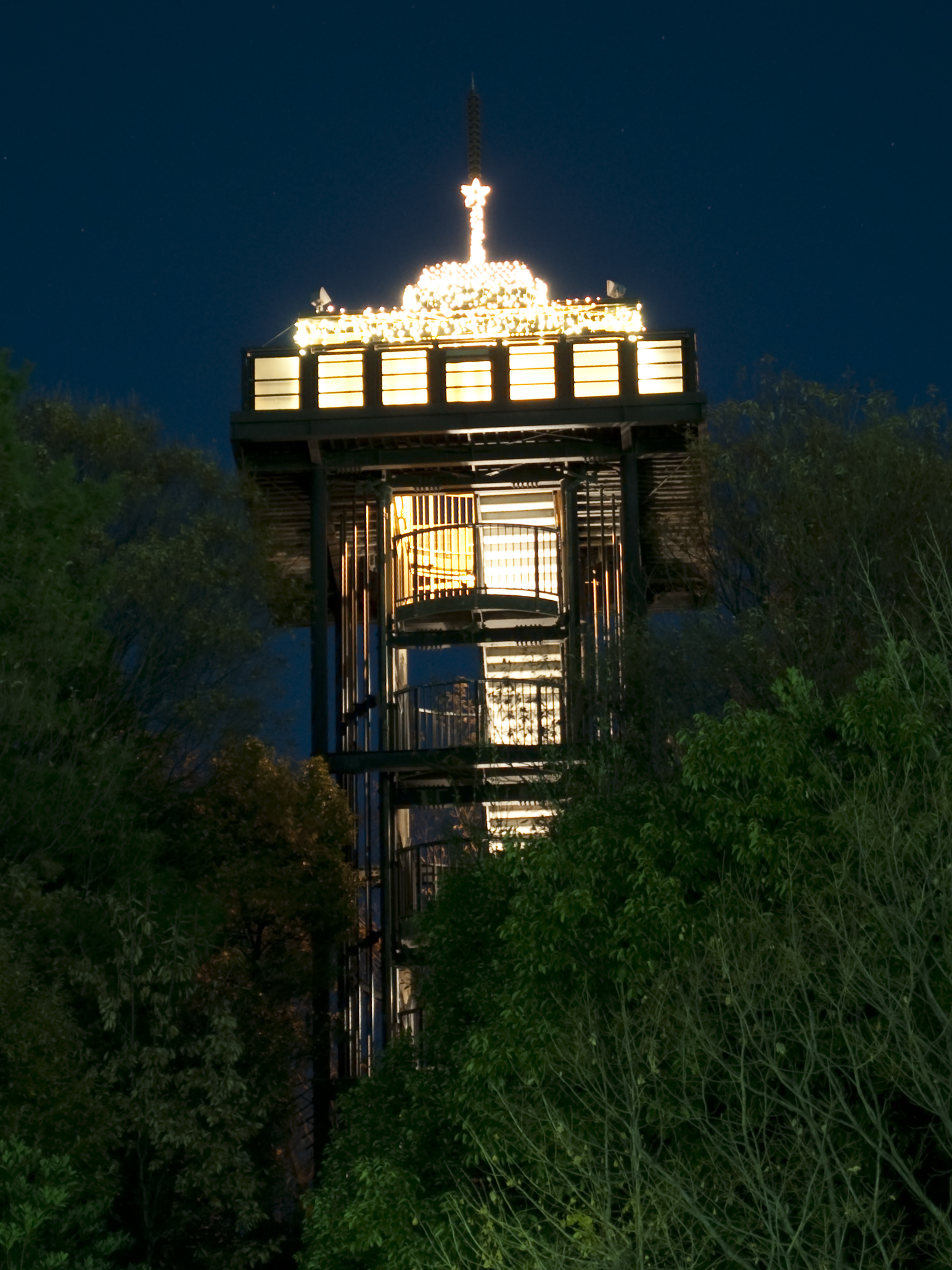
ライトアップされたファインタワー
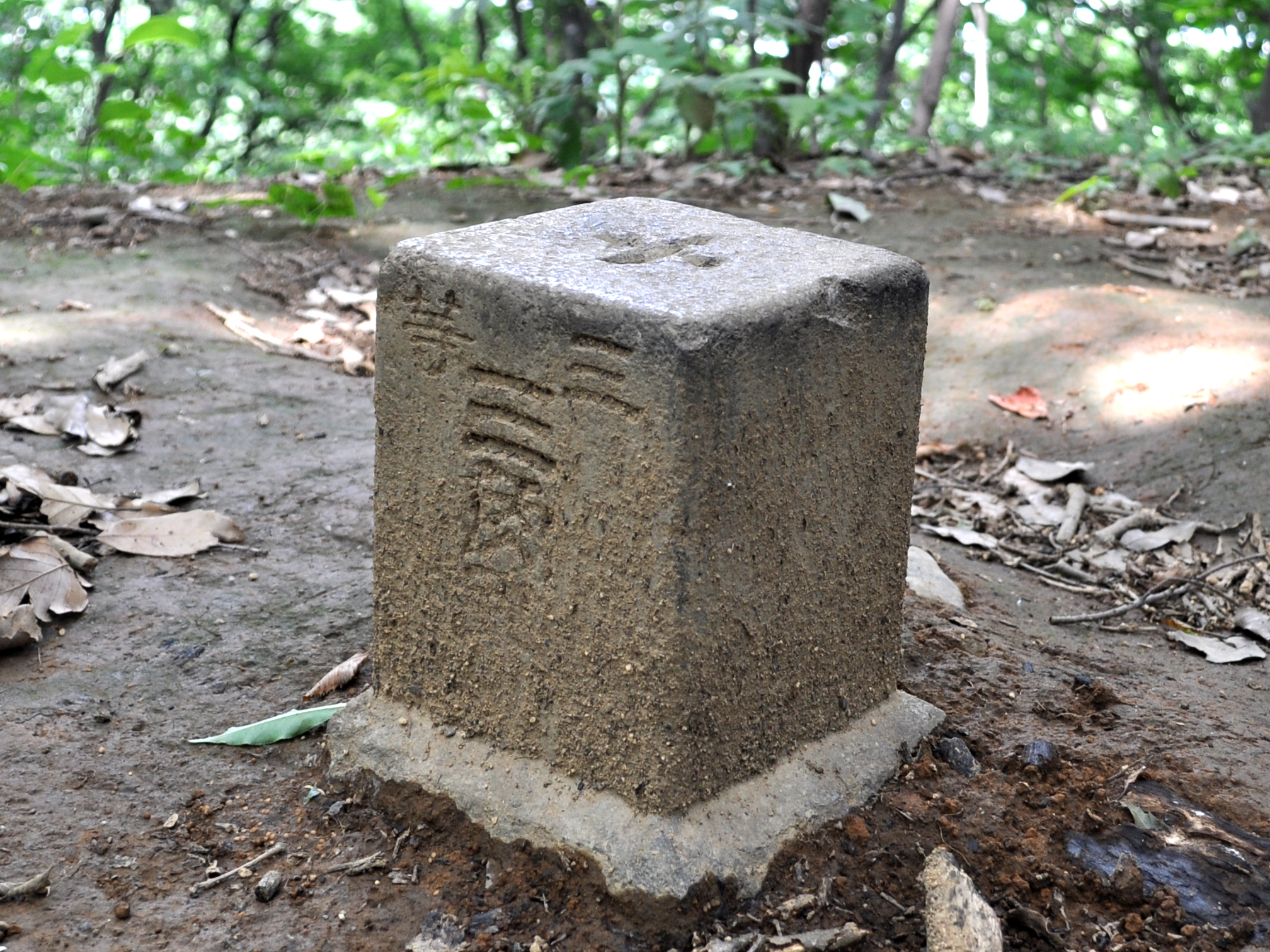
公園内の三等三角点